# エロール・ジマーマン
エロール・ジマーマン（Errol Zimmerman、1986年4月20日 - ）は、オランダのキックボクサー。キュラソー系オランダ人。ゴールデン・グローリー所属。

## 人物
K-1のプロデューサーである谷川貞治は「見た目にも戦い方にも華がある。イチオシ」とその将来性に期待を寄せている。対戦相手の腕の骨や頭蓋骨を骨折させたことがあることから『The Bonecrusher（ボーンクラッシャー）』というあだ名がついている。骸骨の絵柄の「ボーンスーツ」を着て入場することもあり、試合時のトランクスとアンクルガードも骨をかたどったものを使用している。
2008年9月26日に放送されたSRSの番組内にて、西山茉希がジマーマンの名前を略して「エロジマン」と呼んだことをきっかけで、K-1とフジテレビによってK-1 WORLD GP 2008 FINAL前には積極的に「エロジマン」というあだ名の定着が図られ、ジマーマン本人もあだ名の意味を「つまり、俺がセクシーだってことだろう？」とポジティプに理解した上でこのあだ名を気に入っている。
チームメイトのグーカン・サキとは非常に仲が良く、二人の試合が同日同会場で行われた時は、自分の試合を終えた直後であっても休むことなく、必ずお互いのセコンドに就き合っている。
実弟のベンジー・ジマーマンもキックボクサー。

## 来歴
2004年7月2日、Kings of the Ringにてトーナメントに参戦し、1回戦でアントニオ・メデリンに膝蹴りで2RKO勝利、準決勝でトーマス・ハロンに判定負け。
同年11月26日、ハロンと再戦し、5R終了2-1のスプリット判定勝ちでリベンジ成功。
2005年3月19日、KO勝ちでMTBN オランダ・ムエタイ 86kg級王座を獲得。
同年4月2日、K-1 Canarias 2005のトーナメントに参戦し、1回戦と準決勝を1RKO勝ちで勝ちあがるも決勝でヘンリクエス・ゾワに敗れて準優勝。
同年10月2日、ヘンリクエス・ゾワと再戦し、判定勝ちでリベンジ成功。
2006年5月22日、K-1スカンジナビア大会のトーナメント1回戦でジョナサン・グロマークに3RKO勝利、準決勝でマゴメド・マゴメドフに判定負け。
同年6月17日、K-1 Canarias 2006のトーナメント1回戦でグレゴリー・トニーに判定負け。
同年12月9日、オランダで行われたthaiboxgala Roosendaal Lijsdreem "Judgement Day"にて、アーネスト・ホーストが「次代のK-1を担う新鋭」と認めたナオフォール“アイアン・レッグ”と再戦。9ヶ月前の初対戦時はジマーマンがKO負けしており、ナオフォールへの高評価もあって不利が予想されたが、番狂わせの3RKO勝ちでリベンジ成功。この勝利で一躍ファンや関係者から注目されるファイターとなった。
2008年4月26日、K-1 WORLD GP 2008 IN AMSTERDAMでは準々決勝でアティラ・カラチにTKO勝ち、準決勝ではビヨン・ブレギーに先制のダウンを奪われながらも逆転KO勝ち、決勝ではザビット・サメドフに物議を醸す判定によって勝利し、優勝。WORLD GPの出場権を獲得した。
2008年9月27日、K-1 WORLD GP 2008 IN SEOUL FINAL16でグラウベ・フェイトーザから2度のダウンを奪い判定勝ち。左右のフックの連打でフェイトーザからダウンを奪うと、ファイティングポーズをとったばっかりのフェイトーザに強烈な跳び膝蹴りを浴びせるシーンもあった。
2008年12月6日、K-1 WORLD GP 2008 FINALの準々決勝で同じく初出場のエヴェルトン・テイシェイラからダウンを奪い判定勝ち。続く準決勝ではバダ・ハリとダウンを奪い合う激闘を繰り広げるも3Rに逆転KO負け。
2008年12月31日、Dynamite!! 〜勇気のチカラ2008〜でミノワマンと初挑戦となるDREAMルールで対戦し、足首固めで一本負けを喫した。試合後、「自分としてはベストを尽くした。MMAは今回が初めてだったが、自分を盛り上げてがんばった。次回もMMAをやりたいと思っている。今回は1週間しかトレーニングできなかったが、次はもっと練習して臨みたいと思う。」とコメントした。
2009年3月28日、K-1 WORLD GP 2009 IN YOKOHAMAにてピーター・アーツと対戦し、延長まで縺れ込むも判定負け。
2009年9月26日、K-1 WORLD GP 2009 IN SEOUL FINAL16でグラウベ・フェイトーザと再戦し判定勝ち。
2009年12月5日、K-1 WORLD GP 2009 FINALでレミー・ボンヤスキーと対戦し、1Rにダウンを奪われ判定負け。
2010年4月3日、K-1 WORLD GP 2010 IN YOKOHAMAでK-1スーパーヘビー級王者セーム・シュルトに挑戦し、判定負けで王座獲得ならず。
2010年10月2日、K-1 WORLD GP 2010 IN SEOUL FINAL16にてダニエル・ギタと戦い、右ストレートでKO負けを喫した。
2011年5月28日、ムラッド・ボウジディと再戦し、判定勝ちでリベンジ成功。
2011年11月17日、SuperKombat: Fight Clubトーナメントに参戦し、1回戦で1RKO勝ち、準決勝でステファン・レコとの同門対決でも1RKO勝ち、決勝でロマン・クレイブルに2RKO勝ちして優勝。
2012年1月28日、IT'S SHOWTIME 54 & 55にて、リコ・ヴァーホーベンと対戦し、左フックで1RKO勝ち。

## 戦績

### キックボクシング
| キックボクシング 戦績 | キックボクシング 戦績 | キックボクシング 戦績 | キックボクシング 戦績 | キックボクシング 戦績 | キックボクシング 戦績 | キックボクシング 戦績 |
| --------------------- | --------------------- | --------------------- | --------------------- | --------------------- | --------------------- | --------------------- |
| 95 試合               | (T)KO                 | 判定                  | その他                | 引き分け              | 無効試合              |                       |
| 76 勝                 | 41                    | 35                    | 0                     | 1                     | 1                     |                       |
| 15 敗                 | 6                     | 9                     | 0                     | 1                     | 1                     |                       |

| 勝敗 | 対戦相手                           | 試合結果                                  | 大会名                                                                | 開催年月日     |
| ×    | アリエル・マチャド                 | 2R 2:33 KO（カーフキック）                | K-1 WARLD GP 2024 【無差別級トーナメント準決勝】                      | 2024年12月14日 |
| ○    | K-Jee                              | 2R 0:58 KO（左フック）                    | K-1 WARLD GP 2024 【無差別級トーナメント準々決勝】                    | 2024年12月14日 |
| ○    | リコ・ヴァーホーベン               | 1R 0:59 KO（左フック）                    | IT'S SHOWTIME 54 & 55                                                 | 2012年1月28日  |
| ○    | ロマン・クレイブル                 | 2R 0:08 KO（右ハイキック）                | SuperKombat: Fight Club 【決勝】                                      | 2011年11月17日 |
| ○    | ステファン・レコ                   | 1R 0:58 KO（レフェリーストップ）          | SuperKombat: Fight Club 【準決勝】                                    | 2011年11月17日 |
| ○    | Sebastian van Thielen              | 1R 1:30 KO（右フック）                    | SuperKombat: Fight Club 【1回戦】                                     | 2011年11月17日 |
| ○    | ニコラ・ファリン                   | 1R 0:15 KO（左フック）                    | 4. Merseburger Fight Night                                            | 2011年8月28日  |
| ○    | ムラッド・ボウジディ               | 3R終了 判定                               | United Glory - 2010-2011 World Series: Final Round                    | 2011年5月28日  |
| ○    | Zinedine Hameur Lain               | 1R TKO                                    | United Glory - 2010-2011 World Series: Final Round                    | 2011年3月19日  |
| ×    | エヴェルトン・テイシェイラ         | 3R終了 判定0-3                            | K-1 WORLD GP 2010 FINAL 【リザーブファイト】                          | 2010年12月11日 |
| ×    | ダニエル・ギタ                     | 2R 0:18 KO（右ストレート）                | K-1 WORLD GP 2010 IN SEOUL FINAL16 【WORLD GP 1回戦】                 | 2010年10月2日  |
| ○    | カタリン・モロサヌ                 | 1R 0:26 KO（右フック）                    | K-1 WORLD GP 2010 IN BUCHAREST -EAST EUROPE GP- 【スーパーファイト】  | 2010年5月21日  |
| ×    | セーム・シュルト                   | 3R終了 判定0-3                            | K-1 WORLD GP 2010 IN YOKOHAMA 【K-1スーパーヘビー級タイトルマッチ】   | 2010年4月3日   |
| ×    | レミー・ボンヤスキー               | 3R終了 判定0-3                            | K-1 WORLD GP 2009 FINAL 【WORLD GP 準々決勝】                         | 2009年12月5日  |
| ○    | ウェンデル・ロチェ                 | 延長R終了 判定3-0                         | GLORY 11: A Decade of Fights                                          | 2009年10月17日 |
| ○    | グラウベ・フェイトーザ             | 3R終了 判定2-0                            | K-1 WORLD GP 2009 IN SEOUL FINAL16 【WORLD GP 1回戦】                 | 2008年9月26日  |
| ×    | ムラッド・ボウジディ               | 1R TKO（ドクターストップ：額カット）      | IT'S SHOWTIME                                                         | 2009年5月16日  |
| ×    | ピーター・アーツ                   | 3R+延長R終了 判定0-3                      | K-1 WORLD GP 2009 IN YOKOHAMA                                         | 2009年3月28日  |
| ×    | バダ・ハリ                         | 3R 2:15 KO（右ストレート）                | K-1 WORLD GP 2008 FINAL 【WORLD GP 準決勝】                           | 2008年12月6日  |
| ○    | エヴェルトン・テイシェイラ         | 3R終了 判定2-0                            | K-1 WORLD GP 2008 FINAL 【WORLD GP 準々決勝】                         | 2008年12月6日  |
| ○    | グラウベ・フェイトーザ             | 3R終了 判定3-0                            | K-1 WORLD GP 2008 IN SEOUL FINAL16 【WORLD GP 1回戦】                 | 2008年9月27日  |
| ○    | ザビット・サメドフ                 | 3R終了 判定2-0                            | K-1 WORLD GP 2008 IN AMSTERDAM 【EUROPE GP 決勝】                     | 2008年4月26日  |
| ○    | ビヨン・ブレギー                   | 3R 2:59 KO（2ノックダウン：左フック）     | K-1 WORLD GP 2008 IN AMSTERDAM 【EUROPE GP 準決勝】                   | 2008年4月26日  |
| ○    | アティラ・カラチ                   | 1R 2:10 TKO（ドクターストップ：右脛出血） | K-1 WORLD GP 2008 IN AMSTERDAM 【EUROPE GP 準々決勝】                 | 2008年4月26日  |
| ○    | レネ・ローゼ                       | 2R KO                                     | IT'S SHOWTIME Finale Trophy Max 75 【スーパーファイト】               | 2008年3月15日  |
| ○    | トヴァロヴィッチ・ダミール         | 2R 2:32 KO（パンチ連打）                  | K-1 WORLD GP 2008 IN BUDAPEST 【EUROPE GP 1回戦】                     | 2008年2月9日   |
| ○    | オーランド・ブレインバーグ         | 1R 2:36 KO（右フック）                    | Ultimate Glory 7                                                      | 2008年1月21日  |
| ○    | ケナン・アクブルト                 | TKO                                       | Ultimate Glory 6                                                      | 2007年11月17日 |
| ○    | ロドニー・ファベイラス             | 5R終了 判定                               | The Battle of Arnhem 6                                                | 2007年10月14日 |
| ○    | グルカン・デマーメンシ             | 1R KO                                     | Gentlemen Promotions                                                  | 2007年6月2日   |
| ×    | ブレクト・ウォリス                 | 3R終了 判定0-2                            | K-1 Fighting Network Romania 2007 【準決勝】                          | 2007年5月4日   |
| ○    | ピーター・マエストロビッチ         | 延長R終了 判定2-0                         | K-1 Fighting Network Romania 2007 【1回戦】                           | 2007年5月4日   |
| ○    | ブレクト・ウォリス                 | 3R終了 判定                               | Balans Fight Night                                                    | 2007年4月7日   |
| ○    | ジェリー・ホフマン                 | 1R KO                                     | Ultimate Glory 2                                                      | 2007年1月21日  |
| ○    | ナオフォール“アイアン・レッグ”     | 3R TKO（レフェリーストップ）              | Judgement Day                                                         | 2006年12月9日  |
| ○    | ヨハン・ムパームパギアニス         | 1R 2:02 KO                                | K-1 World MAX North European Qualification 2007 【スーパーファイト】  | 2006年11月27日 |
| ×    | グレゴリー・トニー                 | 3R終了 判定                               | K-1 Cararias 【1回戦】                                                | 2006年6月16日  |
| ○    | ボブ・ヴァン・ボックスミアー       | 1R TKO                                    | Gentlemen Fight Night 3                                               | 2006年6月3日   |
| ×    | マゴメド・マゴメドフ               | 3R終了 判定0-3                            | K-1 Scandinavia 【準決勝】                                            | 2006年5月22日  |
| ○    | ジョナサン・グロマーク             | 3R TKO                                    | K-1 Scandinavia 【1回戦】                                             | 2006年5月22日  |
| ×    | ナオフォール“アイアン・レッグ”     | 3R KO（右フック）                         | Future Battle                                                         | 2006年3月5日   |
| ○    | オマール・ベラマー                 | 2R KO                                     | 2 Hot 2 Handle                                                        | 2005年12月17日 |
| ○    | ヘンリクス・ジョウェー             | 5R終了 判定                               | Gentlemen Promotion                                                   | 2005年10月2日  |
| ○    | マートルー・カービューラート       | KO                                        | It's Showtime 8                                                       | 2005年6月12日  |
| ×    | ヘンリクス・ジョウェー             | 3R終了 判定                               | K-1 Canarias 2005 【決勝】                                            | 2005年4月2日   |
| ○    | エリック・カウマン                 | 1R KO                                     | K-1 Canarias 2005 【準決勝】                                          | 2005年4月2日   |
| ○    | マリオ・オストス                   | 1R KO                                     | K-1 Canarias 2005 【1回戦】                                           | 2005年4月2日   |
| ○    | バス・ヴァン・デン・ムーゼンバーグ | KO                                        | Gentlemen Promotion 【MTBN オランダ・ムエタイ -86kg級タイトルマッチ】 | 2005年3月19日  |
| ○    | トーマス・ハロン                   | 5R終了 判定2-1                            | Kings of the Ring - Prestige Fgihts                                   | 2004年11月26日 |
| ○    | ジェローエン・デ・グルート         | TKO（レフェリーストップ）                 | Cage Carnage                                                          | 2004年7月11日  |
| ×    | トーマス・ハロン                   | 3R終了 判定0-2                            | Kings of the Ring - World GP 85 KG 【準決勝】                         | 2004年7月2日   |
| ○    | アントニオ・メデリン               | 2R 1:20 KO（膝蹴り）                      | Kings of the Ring - World GP 85 KG 【1回戦】                          | 2004年7月2日   |
| －   | エル・モーエービト                 | ノーコンテスト                            | Kickboxing Gala in Mons                                               | 2004年6月23日  |
| ×    | ヘンコー・ケント                   | KO                                        | No Limits Tonight                                                     | 2002年5月25日  |
| ○    | アリレザ・モーエタエリ             | 5R終了 判定                               | Muay Thai & Mix Fight Gala                                            | 2002年4月6日   |
| ○    | クヘールド・ベン・アリ・ジム       | 5R終了 判定                               | Breidushal                                                            | 2001年11月3日  |

### 総合格闘技
| 総合格闘技 戦績 | 総合格闘技 戦績 | 総合格闘技 戦績 | 総合格闘技 戦績 | 総合格闘技 戦績 | 総合格闘技 戦績 | 総合格闘技 戦績 |
| --------------- | --------------- | --------------- | --------------- | --------------- | --------------- | --------------- |
| 1 試合          | (T)KO           | 一本            | 判定            | その他          | 引き分け        | 無効試合        |
| 0 勝            | 0               | 0               | 0               | 0               | 0               | 0               |
| 1 敗            | 0               | 1               | 0               | 0               | 0               | 0               |

| 勝敗 | 対戦相手   | 試合結果         | 大会名                          | 開催年月日     |
| ×    | ミノワマン | 1R 1:01 足首固め | Dynamite!! 〜勇気のチカラ2008〜 | 2008年12月31日 |

## 獲得タイトル
- MTBN オランダ・ムエタイ 86kg級王座 2005
- K-1 Canarias 2005 準優勝
- K-1 WORLD GP 2008 EUROPE GP 優勝
- SuperKombat: Fight Club 2011 トーナメント 優勝
- GLORYヘビー級王座挑戦者決定トーナメント 優勝